# Marin Ćorluka
Marin Ćorluka (Imotski, 23. kolovoza 1964.), bivši hrvatski nogometaš, malonogometaš, nogometni trener te sveučilišni profesor iz Bosne i Hercegovine.

## Sportska karijera

### Nogomet
Nogometom se počeo baviti u NK Bekija Grude. Uz momčad iz Gruda nastupao je za HNK Ljubuški, HNK Stolac, NK Mladost Široki Brijeg i NK Imotski. S Ljubuškim je osvojio prvi Kup Herceg-Bosne u sezoni 1994./95., a sa Stocem i Ljubuškim je osvajao županijski kup.
Bio je član reprezentacije Herceg-Bosne na prijateljskoj utakmici s Paragvajom u Asunciónu 1996. godine, ali zbog ozljede nije nastupio.

### Mali nogomet
Istovremeno s velikim nogometom igrao je mali nogomet. U Sarajevu je igrao za Julia & Sons i Piccadilly, a zatim za MNK Seljak Livno i MNK Promet Orkan Zagreb. S Piccadillyjem je bio prvak Bosne i Hercegovine 1988., a isti uspjeh je postigao i sa Seljakom. U sezoni 1990./91. sa Seljakom postaje prvak Jugoslavije pobjedom nad Uspinjačom (1:0). Na Europskom kupu prvaka odigranom u Madridu 1991. godine sa Seljakom osvaja treće mjesto.

### Trenerska karijera
Nakon igračke karijere bavi se trenerskim poslom. Kao glavni trener radio je u HNK Grude, HNK Ljubuški i HNK Drinovci. U sezoni 2003./04. s Drinovcima je igrao u polufinalu Kupa BiH.
Početkom 2007. izabran je za izbornika malonogometne reprezentacije BiH Trener je i potpredsjednik MNK Hercegovina Široki Brijeg.

### Športski djelatnik
Početkom 2000-ih bio je sportski direktor čitlučkog Brotnja.
Stalni je suradnik Centra za edukaciju trenera organiziranom pri Nogometnom savezu BiH. U istom je savezu bio predsjednik komiteta za futsal.
Član je Komisije za vrhunski sport pri Olimpijskom odboru BiH.

## Akademska karijera
Nakon završetka gimnazije u Grudama upisuje Fakultet za fizičku kulturu u Sarajevu koji završava 1989. godine. U lipnju 2005. na sarajevskom Fakultetu sporta i tjelesnog odgoja stječe zvanje magistra znanosti iz oblasti sporta i tjelesnog odgoja. Na Fakultetu prirodoslovno-matematičkih i odgojnih znanosti (FPMOZ) Sveučilišta u Mostaru je 2008. obranio doktorsku disertaciju. Na FPMOZ 2006. postaje asistent, a 2015. stječe zvanje izvanrednog profesora. Vanredni je profesor na Fakultet za sport i fizičko vaspitanje u Nikšiću.
U ožujku 2021. izabran je za dekana FPMOZ.